# Romany (gromada w powiecie łomżyńskim)
Romany – dawna gromada, czyli najmniejsza jednostka podziału terytorialnego Polskiej Rzeczypospolitej Ludowej w latach 1954–1972.
Gromady, z gromadzkimi radami narodowymi (GRN) jako organami władzy najniższego stopnia na wsi, funkcjonowały od reformy reorganizującej administrację wiejską przeprowadzonej jesienią 1954 do momentu ich zniesienia z dniem 1 stycznia 1973, tym samym wypierając organizację gminną w latach 1954–1972.
Gromadę Romany z siedzibą GRN w Romanach utworzono – jako jedną z 8759 gromad – w powiecie łomżyńskim w woj. białostockim, na mocy uchwały nr 18/V WRN w Białymstoku z dnia 4 października 1954. W skład jednostki weszły obszary dotychczasowych gromad Romany, Rosochate, Kurkowo, Siwki, Wiłamowo i Gnatowo ze zniesionej gminy Przytuły w tymże powiecie. Dla gromady ustalono 13 członków gromadzkiej rady narodowej.
31 grudnia 1959 do gromady Romany przyłączono wsie Grzymki i Ramoty ze zniesionej gromady Obrytki oraz wieś Gardoty z gromady Przytuły.
Gromadę Romany zniesiono 1 stycznia 1972, włączając wsie Gardoty, Grzymki, Romany, Ramoty i Wilamowo do gromady Przytuły w tymże powiecie, a wsie Gnatowo, Kurkowo, Rosochate i Siwki do gromady Grabowo w powiecie kolneńskim.